# Longisquama insignis
Longisquama insignis és una espècie de rèptil extint similar a un llangardaix conegut només a partir d'un fòssil incomplet mal conservat. Va viure durant el Triàsic mitjana o superior, fa entre 230 i 225 milions d'anys, en el que avui en dia és el Kirguizstan.